# Angela Morley
Angela Morley (* 10. März 1924 in Leeds, England als Walter Stott; † 14. Januar 2009 in Scottsdale, Arizona) war eine britische Komponistin und Dirigentin. Sie schrieb Musik auch unter den Künstlernamen Walter Scott oder Wally Stott.

## Leben
Angela Morley war eine transsexuelle Frau und wurde als Walter (Wally) Stott geboren. 1972 unterzog sie sich einer operativen geschlechtsangleichenden Operation. Ihren Einstieg in eine Kompositions- und Arrangementkarriere schrieb sie Einfluss und Unterstützung des kanadischen Film- und Easy-Listening-Komponisten Robert Farnon zu. In den 1960er Jahren arbeitete sie – noch als Wally Stott – mit den Sängerinnen Shirley Bassey und Dusty Springfield. Die ersten fünf Soloalben von Scott Walker tragen zu großen Teilen die Handschrift ihrer Orchester-Arrangements. Zu Morleys bekanntesten Werken gehört die Musik zum Zeichentrickfilm Watership Down (1978). Für ihre musikalische Arbeit erhielt sie drei Emmy Awards. Überdies wurde sie zweimal für den Oscar nominiert.
Angela Morley lebte in späteren Jahren im US-amerikanischen Scottsdale, Arizona. Am 14. Januar 2009 starb sie dort an den Folgen eines Sturzes und eines darauf folgenden Herzinfarktes. Sie wurde 84 Jahre alt.

## Werke
Angela Morley war ursprünglich eine Komponistin von Unterhaltungsmusik. Eines ihrer bekanntesten Werke ist Rotten Row. Ebenfalls bemerkenswert ist A Canadian in Mayfair, eine Hommage an Robert Farnons Portrait of a Flirt. Bekannt wurde Morley darüber hinaus durch die Filmmusik, darunter zu Kapitän Nemo (1969), Cinderellas silberner Schuh (1976), Watership Down (1978) und Musik für einzelne Teile der Serien Denver-Clan, Die Colbys, Dallas, Falcon Crest und Hotel.

## Filmografie (Auswahl)
- 1957: Die Frau meiner Sehnsucht (Let’s Be Happy)
- 1969: Kapitän Nemo (Captain Nemo and the Underwater City)
- 1969: Krieg im Spiegel (The Looking Glass War)
- 1971: Das Mörderschiff (When Eight Bells Toll)
- 1974: Der kleine Prinz (The Little Prince)
- 1976: Cinderellas silberner Schuh (The Slipper and the Rose: The Story of Cinderella)
- 1978: Watership Down (Stimme)
- 1983: Summer Girl – Wenn Leidenschaft zum Albtraum wird (Summer Girl)

## Auszeichnungen (Auswahl)
Oscar
- 1975: Nominierung für die Beste Filmmusik mit Der kleine Prinz
- 1979: Nominierung für die Beste Filmmusik mit Cinderellas silberner Schuh

Emmy
Gewonnen für:
- 1985: Christmas in Washington (gemeinsam mit Ian Fraser und Billy Byers)
- 1988: Julie Andrews: The Sound of Christmas (gemeinsam mit Ian Fraser, Chris Boardman und Alexander Courage)
- 1990: Julie Andrews in Concert (gemeinsam mit Ian Fraser, Chris Boardman, Billy Byers, Bob Florence und J. Hill)